# Рафаель Альбрехт
Рафаель Альбрехт (ісп. Rafael Albrecht; 23 серпня 1941, Сан-Мігель-де-Тукуман — 3 травня 2021) — аргентинський футболіст, що грав на позиції захисника.
Виступав, зокрема, за клуб «Сан-Лоренсо», з яким став чемпіоном Аргентини, а також національну збірну Аргентини, у складі якої був учасником двох чемпіонатів світу та срібним призером чемпіонату Південної Америки.

## Клубна кар'єра
Вихованець клубу «Атлетіко Тукуман». У дорослому футболі дебютував 1960 року виступами за команду «Естудьянтес», в якій провів два сезони, взявши участь у 70 матчах чемпіонату.

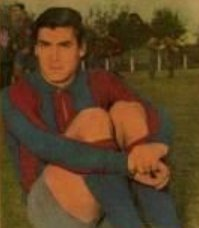
Рафаель Альбрехт у складі «Сан-Лоренсо». 1965 рік.

Своєю грою за цю команду привернув увагу представників тренерського штабу клубу «Сан-Лоренсо», до складу якого приєднався 1963 року за 10 мільйонів песо. Відіграв за команду з Буенос-Айреса наступні сім сезонів своєї ігрової кар'єри. Більшість часу, проведеного у складі «Сан-Лоренсо», був основним гравцем захисту команди, яка на той момент була однією з найкращих у країні і у 1968 році виграла чемпіонат, не програвши одного матчу за сезон, що сталось вперше в історії змагання в професіональну епоху. Загалом за 1960—1970 роки він відіграв 299 матчів в аргентинській лізі і забив 55 голів.
У 1970 році Альбрехт переїхав до Мексики, де протягом 1970—1974 років захищав кольори клубу «Леон», допомагаючи команді виграти по два Кубка та Суперкубка Мексики. Завершив ігрову кар'єру у іншій місцевій команді «Атлас», за яку виступав протягом 1974—1978 років.

## Виступи за збірну
1961 року дебютував в офіційних матчах у складі національної збірної Аргентини, разом з якою наступного року поїхав на чемпіонат світу 1962 року у Чилі, втім на поле не виходив. Так само запасним Рафаель був і на чемпіонаті Південної Америки 1963 року у Болівії, зігравши лише в дебютному матчі проти Колумбії.
Згодом у складі збірної був учасником чемпіонату світу 1966 року в Англії, де зіграв у трьох матчах з: Іспанією, Західною Німеччиною та у чвертьфіналі з Англією, який команда програла 0:1 і покинула турнір. Наступного року поїхав на другий для себе чемпіонату Південної Америки 1967 року в Уругваї, де разом з командою здобув «срібло» і зіграв у всіх п'яти матчах — проти Парагваю (гол із пенальті на 89 хвилині), Болівії, Венесуели, Чилі та Уругваю.
Останній раз за збірну Альбрехт зіграв 31 серпня 1969 року в кваліфікаційному матчі до чемпіонату світу 1970 року проти Перу (2:2). Всього протягом кар'єри у національній команді, яка тривала 9 років, провів у її формі 39 матчів, забивши 3 голи.

## Титули і досягнення
- Чемпіон Аргентини (1):

«Сан-Лоренсо»: Метрополітано 1968
- Володар Кубка Мексики (2):

«Леон»: 1970—71, 1971—72
- Володар Суперкубка Мексики (2):

«Леон»: 1971, 1972

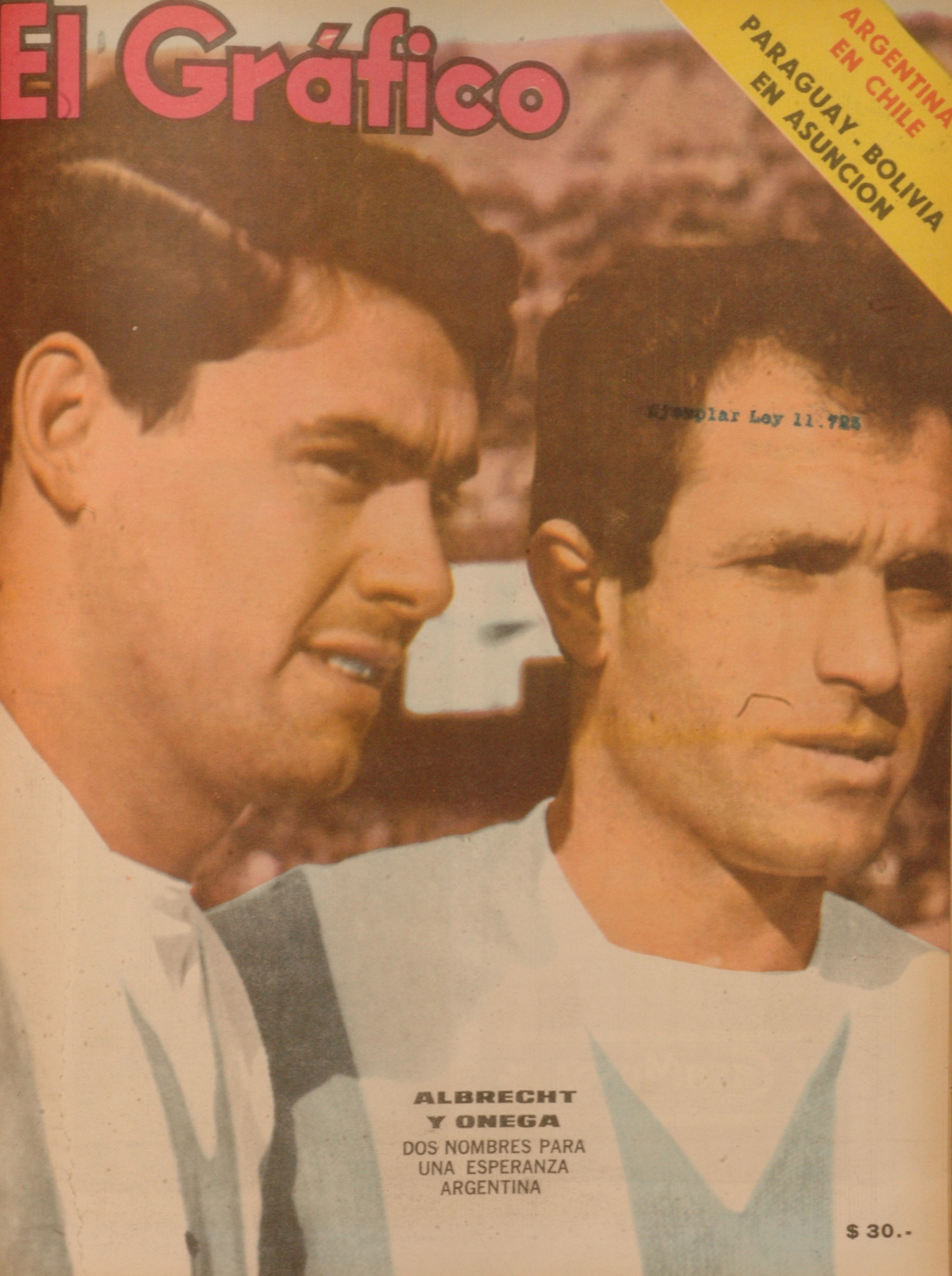
Альбрехт і Ерміндо Онега в 1965 році.

- Срібний призер Чемпіонату Південної Америки: 1967
- Бронзовий призер Чемпіонату Південної Америки: 1963